# Нечутливий (фільм)
«Нечутливий» (англ. Numb) — канадсько-американська драма режисера Гарріса Ґолдберґа (був також сценаристом), що вийшла 2007 року. У головних ролях Меттью Перрі, Лінн Коллінз.
Продюсером стрічки булв Кірк Шо. Вперше фільм продемонстрували у 30 квітня 2007 року у США на кінофестивалі Трайбека.
В Україні у кінопрокаті фільм не демонструвався. Переклад та озвучення українською мовою зроблено студією «Три Крапки».

## Сюжет
Успішний Голлівудський сценарист в один момент розуміє, що не відчуває ніяких емоцій. Гадсон Мілбенк звертається до фахівців, які ставлять йому діагноз — деперсоналізація. Гадсон випробував все — від ліків до різноманітних методик, проте нічого не допомогало, аж доки він не зустрів Сару.

## У ролях
| Актор           | Персонаж                              | Роль                                     |
| --------------- | ------------------------------------- | ---------------------------------------- |
| Меттью Перрі    | Гадсон Мілбенк (англ. Hudson Milbank) | сценарист-драматург                      |
| Лінн Коллінз    | Сара Гаррісон (англ. Sara Harrison)   | виконавчий директор з розвитку фільмів   |
| Кевін Полак     | Том (англ. Tom)                       | колега Гадсона Мілбенка по творчому цеху |
| Мері Стінберґен | доктор Блейн (англ. Dr. Blaine)       | психіатр                                 |
| Боб Ґантон      | доктор Таунсенд (англ. Dr. Townsend)  | психіатр                                 |
| Гелен Шейвер    | Одрі Мілбенк (англ. Audrey Milbank)   | мама Гадсона                             |
| Вільям Б. Девіс | Пітер Мілбенк (англ. Peter Milbank)   | батько Гадсона                           |

## Сприйняття

### Критика
Фільм отримав змішані відгуки: Rotten Tomatoes дав оцінку 54 % від глядачів із середньою оцінкою 3,3/5 (3,284 голоси). Загалом на сайті фільми має змішаний рейтинг, фільму зарахований «розсипаний попкорн» від глядачів, Internet Movie Database — 6,6/10 (6 219 голосів).

### Нагороди і номінації[6]
| Рік  | Нагорода                      | Категорія                               | Номінант        | Результат |
| ---- | ----------------------------- | --------------------------------------- | --------------- | --------- |
| 2007 | Gen Art Film Festival         | Приз глядацьких симпатій Gen Art Чикаго | Гарріс Ґолдберґ | Перемога  |
| 2008 | Park City Film Music Festival | Видатні досягнення у музиці до фільмів  | Раян Шор        | Перемога  |